# Carrer de Baix de Castell d'Empordà
El carrer de Baix és una via pública de Castell d'Empordà, al terme municipal de la Bisbal d'Empordà, inclosa a l'Inventari del Patrimoni Arquitectònic de Catalunya. És l'únic carrer del nucli de Castell d'Empordà, desenvolupat a l'interior del recinte fortificat en època medieval. El carrer de Baix està situat al costat del castell que va donar nom al nucli, a la seva banda nord. És un carrer estret, que segueix un suau pendent que va des de la torre mestra de la fortalesa fins al portal de l'antiga muralla. Les cases d'aquest carrer són petites i senzilles, de tipologia rural, de pedra amb coberta de teula. Conserva algunes restes de l'antic paviment.